# Víctimas de la fiesta
Víctimas de la fiesta és un dibuix de Darío de Regoyos Valdés, datat del 1894, que descriu la foscor d'una Espanya guiada per unes tradicions que l'autor descriu al llibre España Negra, que va realitzar junt amb el poeta Émile Verhaeren. L'obra representa un paisatge de camp àrid, en el qual apareix un carretó amb cavalls morts i altres cavalls per terra.
El dibuix es va realitzar amb la tècnica del grattage sobre paper Ton, amb unes dimensions de 31 x 45 cm. i es troba actualment a la Fundació Municipal Joan Abelló de Mollet del Vallès.

## L'autor i la seva tècnica
Dario de Regoyos Valdés, durant els seus inicis va passar per diferents ciutats europees que li van permetre ampliar els seus coneixements pictòrics, els quals, al llarg de la seva vida,va expressar en les seves obres.
El naturalisme, el puntillisme i l'impressionisme són presents en l'obra de l'autor. Tot i que és reconegut com a impressionista,ja
que els seus quadres expressen la realitat del que es vol transmetre. Malgrat la crítica rebuda de la seva obra, Darío de Regoyos va realitzar el llibre
España Negra  amb el poeta belga Émile
Verhaeren, on descriu una Espanya
fosca, àrida, devota i sorollosa. L'obra en qüestió, forma part d'aquest llibre, on l'artista fa arribar als ulls del públic els costums de finals de segle xix, tot representant funerals, la crueltat de les festes taurines i els camps eserts del país. L'objectiu de les obres de l'Espanya negra no era denunciar els costums de la societat, sinó mostrar la realitat del moment.
Per realitzar les obres Darío de Regoyos va utilitzar majoritàriament el paper, que tractava amb diferents tonalitats i traçats ràpids de color, depenent l'escena que volia representar. 

## Anàlisi de l'obra
L'obra Víctimas de la fiesta representa l'Espanya negra, que té per costum recollir els cadàvers dels cavalls que han estat víctimes dels toros en les corrides de toros, i que es transporten als afores de la ciutat. L'escena principal és un paisatge àrid espanyol, on es troben cavalls morts a terra, envoltats d'herbes seques, i altres cossos sobre un carro de transport de l'època. Els animals apareixen en un estat de descomposició força detallada, amb els ulls desorbitats i la boca oberta ensenyant les dents, una realitat desagradable que Darío de Regoyos va plasmar en una superfície relativament petita.
La tècnica que va utilitzar Darío de Regoyos per aquesta obra va ser el grattage sobre paper reticulat, que li van permetre realitzar traçats curts amb tinta xina per afavorir la impressió del fotogravat, que juntament amb els efectes lumínics del clarobscur, configuren una visió fosca, que vol simbolitzar l'Espanya negra.